# Szynczyce
Szynczyce – wieś w Polsce położona w województwie łódzkim, w powiecie piotrkowskim, w gminie Czarnocin.
W latach 1975–1998 miejscowość administracyjnie należała do województwa piotrkowskiego.
Liczba mieszkańców we wsi Szynczyce w 2011 roku wynosiła 218. 

## Części wsi
| SIMC    | Nazwa    | Rodzaj    |
| ------- | -------- | --------- |
| 0537190 | Ostrówek | część wsi |

## Zabytki
Według rejestru zabytków Narodowego Instytutu Dziedzictwa na listę zabytków wpisany jest obiekt:
- park dworski, 1 poł. XIX w., nr rej.: 320 z 31.08.1983 i z 15.09.1993